# Koszmosz–366
Koszmosz–366 (oroszul: Космос 366) Koszmosz műhold, a szovjet műszeres műhold-sorozat tagja. Manőverezésre képes Zenyit-4M felderítő műhold.

## Küldetés
A Zenyit–2M (11F691) továbbfejlesztett, nagyobb felbontású fényképezőgéppel ellátott, első generációs műhold, katonai és állami célokat szolgált.

## Jellemzői
Az OKB–1 tervezőirodában fejlesztették ki, sorozatgyártásuk Kujbisevben folyt. Üzemeltette a Honvédelmi Minisztérium (oroszul: Министерство обороны – МО).
Megnevezései: Koszmosz–366; COSPAR: 1970-078A. Kódszáma: 4561.
1970. október 1-jén Bajkonuri űrrepülőtérről  az LC–13 (LC–Launch Complex) jelű indítóállványról egy Voszhod hordozórakétával (11А57) juttatták alacsony Föld körüli pályára (LEO = Low-Earth Orbit). Az orbitális egység alappályája 89,50 perces, 65 fokos hajlásszögű, elliptikus pálya perigeuma 216 kilométer, apogeuma 284 kilométer volt.
Tömege 6300 kilogramm. A sorozat felépítését, szerkezetét, alapvető fedélzeti rendszereit tekintve egységesített, szabványosított űreszköz. Áramforrása kémiai akkumulátorok, szolgálati élettartama 24 nap.
1970. október 13-án, 12 nap szolgálati idő után, földi parancsra belépett a légkörbe és hagyományos – ejtőernyős leereszkedés – módon visszatért a Földre.

## Külső hivatkozások
- Koszmosz–366. lib.cas.cz. [2013. október 13-i dátummal az eredetiből archiválva]. (Hozzáférés: 2014. március 16.)
- Koszmosz–366. nasa.gov. (Hozzáférés: 2014. március 16.)
- Koszmosz–366. astronautix.com. (Hozzáférés: 2014. március 16.)

| Elődje: Koszmosz–365 | Koszmosz-program 1966–1971 | Utódja: Koszmosz–367 |